# Dortmunder Energie- und Wasserversorgung

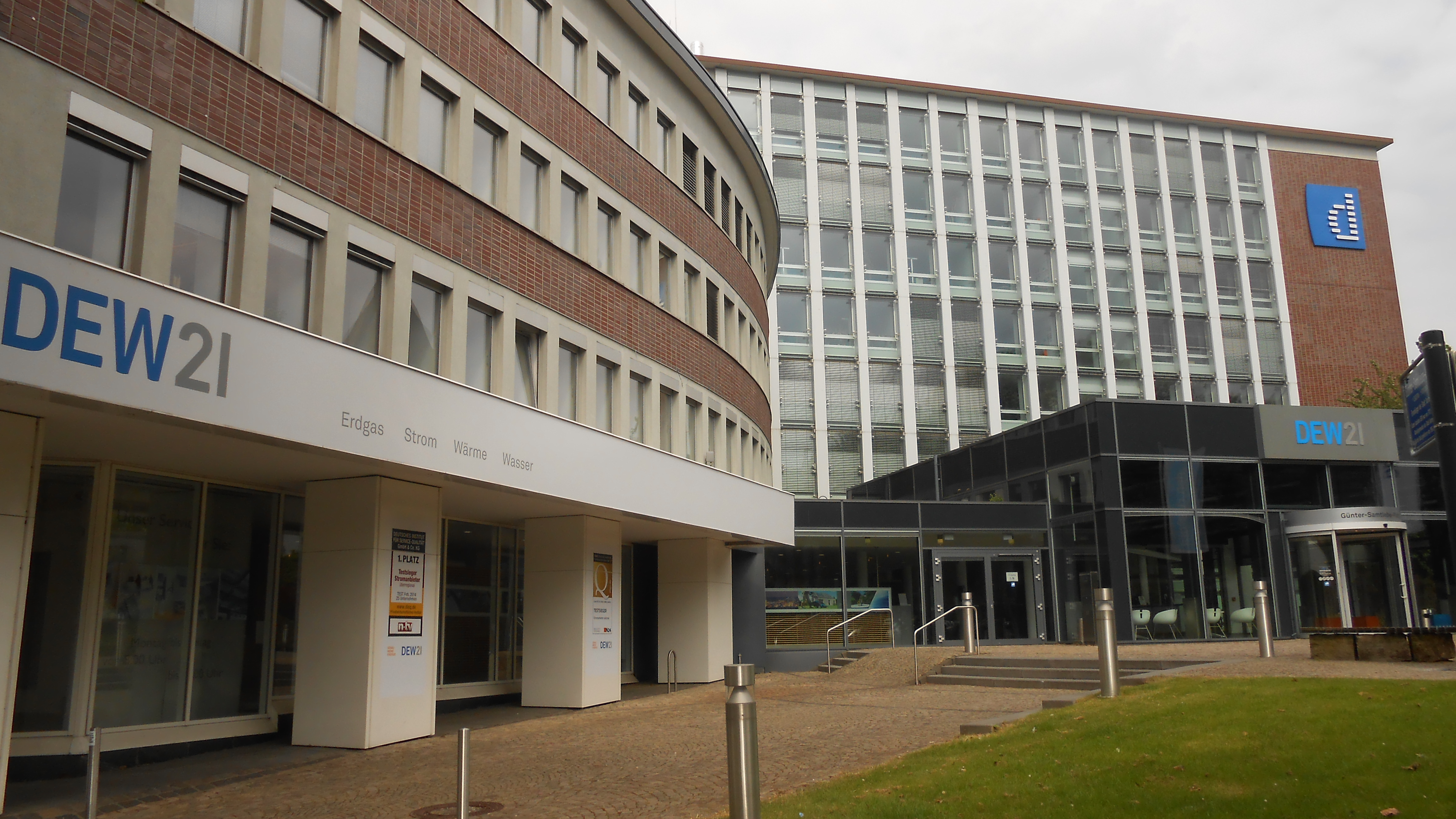
DEW21-Kundencenter am Günter-Samtlebe-Platz

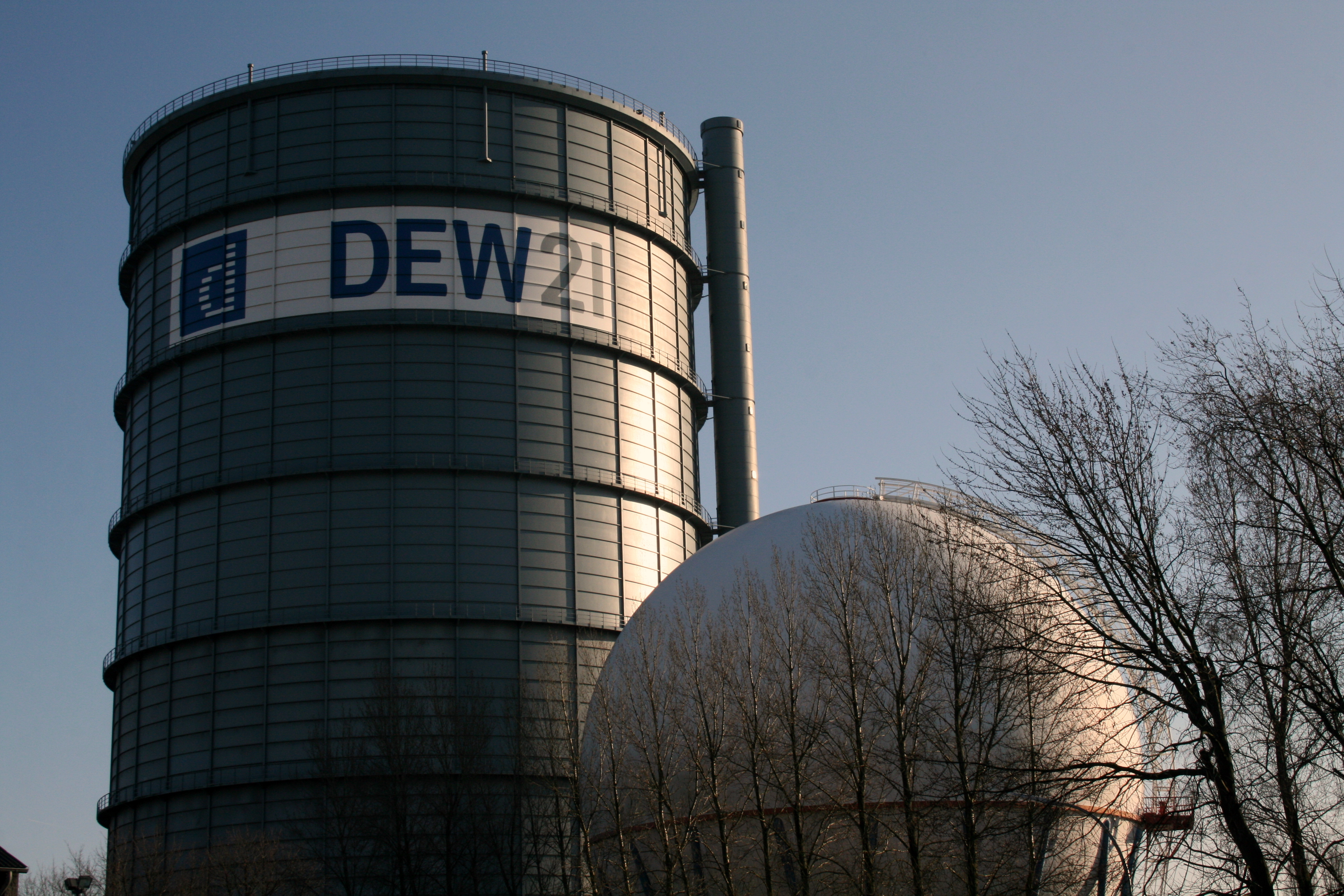
Logo auf dem DEW-Gasometer Dortmund

Die Dortmunder Energie- und Wasserversorgung GmbH (Eigenbezeichnung: DEW21) ist ein deutsches Energie- und Wasserversorgungsunternehmen. Die „21“ ist sozusagen der „Familienname“ aller Unternehmen im Konzern. Die 21 zeigt die Zugehörigkeit zum Unternehmensverbund und soll für Infrastruktur im 21. Jahrhundert stehen.

## Unternehmensprofil
DEW21 ist bundesweit als Lieferant von Strom und Erdgas tätig und beliefert als Grund- und Ersatzversorger die Einwohner der Stadt Dortmund mit Erdgas und Strom sowie die Einwohner der Gemeinde Herdecke mit Erdgas. Darüber hinaus beliefert sie Kunden in Dortmund mit Nah- und Fernwärme. Sie bietet Dienstleistungen rund um diese Produkte für Geschäfts- und Privatkunden an. Als Trinkwasserlieferant versorgt DEW21 die Stadt Dortmund und die Gemeinde Herdecke mit Wasser und ist Vorlieferant für Trinkwasser in Holzwickede, Schwerte und Iserlohn. Das Unternehmen beteiligt sich am Ausbau Erneuerbarer Energien, u. a. durch die Errichtung von Windkraft- und Deponiegasanlagen, und ist einer der größten kommunalen Erzeuger von Erneuerbarer Energie in Nordrhein-Westfalen. DEW21 bezeichnet sich selbst als nachhaltiger Lebensversorger.
Vorsitzender der Geschäftsführung ist seit Oktober 2023 Gerhard Holtmeier, welcher zuvor bereits seit Juni 2023 ad interim in dieser Position tätig war.
DEW21 beschäftigt über 1000 Mitarbeiter, davon ca. 50 Auszubildende.

## Geschichte
Die Dortmunder Energie- und Wasserversorgung GmbH wurde 1995 aus den Dortmunder Stadtwerken und der damaligen VEW gegründet. Jetzige Gesellschafter sind der städtische Versorger, die Dortmunder Stadtwerke AG (DSW21) mit 60,1 % und der privatwirtschaftliche Versorger, die Westenergie AG mit 39,9 %, eine Tochtergesellschaft des Energiekonzerns E.ON.
Zeitgleich mit der Gründung ging der Auftrag für die Durchführung des Fahrdienstes für Menschen mit Behinderung in Dortmund an die DEW21 über, welcher zuvor seit 1977 von den Dortmunder Stadtwerken durchgeführt wurde.
2020 gab die DEW21 nach 43 Jahren den Auftrag an die Fahrdienst Georg GmbH ab.
Im Mai 2024 wurden Vorwürfe des Abrechnungsbetrugs gegenüber Kunden des Tochterunternehmens stadtenergie von DEW21 bekannt. Es wird von bis zu 30.000 betroffenen Kunden und einer Schadenhöhe von 74 Millionen Euro berichtet. Die Vorwürfe seien im Rahmen des Jahresabschlusses 2023 bereits im Frühjahr 2024 festgestellt worden. DEW21 gab bekannt, dass eine mutmaßlich verantwortliche Führungskraft freigestellt und eine Prüfung durch die Wirtschaftsprüfung PricewaterhouseCoopers (pwc) in Auftrag gegeben sowie die Staatsanwaltschaft Dortmund informiert, jedoch noch keine Strafanzeige erstattet wurde. Im Fokus des Betrugsskandals steht die vormalige Vorstandsvorsitzende von DEW21, Heike Heim, welche maßgeblich treibende Kraft an dem Aufbau von stadtenergie gewesen ist. Die Causa wirkt sich auf ihr Amt als Vorsitzende der Konzernmutter DSW21 in Form von Rücktrittsforderungen aus. Die Dortmunder Staatsanwaltschaft hat bestätigt, dass es im Juli 2024 Hausdurchsuchungen bei ehemaligen Akteuren von stadtenergie gab, welche nunmehr unter Betrugsverdacht stehen.
Des Weiteren wird Heim auf Grund einer weiteren Prüfung von pwc eine Schadenssumme von bis zu 100 Millionen Euro aufgrund nicht abgesprochener Beschaffungsstrategien von Energie zugeschrieben. Die Grünen im Dortmunder Rat bestehen darauf, dass ein Aufhebungsvertrag mit Heim keinen Haftungsausschluss enthalten dürfe. Am 10. Juli 2024 wurde bekannt, dass Heim durch den Aufsichtsrat fristlos entlassen wurde. Aufgrund klarzustellender Formulierungen lässt Heim sich durch die auf Persönlichkeits- und Medienrecht spezialisierte und bekannte Kanzlei Schertz Bergmann vertreten.

## Beteiligungen
DEW21 ist an folgenden Unternehmen beteiligt:
- Dortmunder Netz GmbH (DONETZ) (100 %)
- StadtEnergie GmbH (100 %)
- DOdata GmbH (100 %)
- DEW21 Verwaltungsgesellschaft mbH (100 %)
- DEW21 Windkraftbeteiligungsgesellschaft mbH (100 %)
  - Windpark Alsleben GmbH & Co. KG (100 %)
  - Windpark Alsleben Netzanschluss GmbH & Co. KG (100 %)
  - Windpark Alzheim GmbH & Co. KG (100 %)
  - Windpark Einöllen GmbH & Co. KG (100 %)
  - Windfarm Rothenkopf GmbH & Co. KG (100 %)
  - Windpark Schneverdingen GmbH (100 %)
  - Windpark Plauerhagen GmbH & Co. KG (100 %)
  - Windpark Kehrig GmbH & Co. KG (100 %)
  - Windpark Harsahl GmbH & Co. KG (100 %)
  - Windpark Straelen GmbH & Co. KG (100 %)[17]
- Stadtwerke Schwerte Holding GmbH & Co. KG (25 %)
  - Stadtwerke Schwerte GmbH (1,5 %)
- rku.it GmbH (20 %)
- KGBE – Kommunale Gasspeicher Beteiligungsgesellschaft Epe mbH (25 %)
  - KGE – Kommunale Gasspeichergesellschaft Epe mbH & Co. KG (25 %)
- GreenPocket GmbH (25,11 %)
- Wasserwerke Westfalen GmbH (WWW) (50 %, 50 % Gelsenwasser AG)

## Veranstaltungen
Seit 15. April 2016 wird jährlich mit Shimano das DEW21 E-Bike-Festival rund um die Reinoldikirche veranstaltet, bei dem Elektrofahrräder präsentiert werden und auch ein Lastenradrennen stattfindet. 2020 wurde die Veranstaltung wegen der Corona-Pandemie abgesagt.